# JCI日本芸術協会
JCI日本芸術協会（ジェイシーアイにほんげいじゅつきょうかい、英語:JCI Japan Art Association）とは、芸術文化の振興を目的に公益事業を企画実施する任意団体である。

## 組織概要

### 目的
「美意識を共有する」事業を企画実施し、芸術文化の振興を目指す。

### 代表者
会長：南久惠

### 設立
1970年（昭和45年）12月8日

### 沿革
- 1970年10月、日本青年会議所（日本JC、JCI-Japan）主催の第19回名古屋全国会員大会で、JC会員の芸術家（人間国宝、茶道家、陶芸家、画家・彫刻家・工芸家・書家・その他の美術工芸作家や美術関係者、音楽家、伝統芸能などの芸術文化関係者）による「全国JC会員美術展」を名古屋青年会議所と松坂屋 伊藤次郎左衞門祐洋（伊藤洋太郎）の協力により、名古屋松坂屋本店において開催。
- 1970年12月、「日本青年会議所美術部会」創立。創立総会を名古屋翠芳園にて開催。
- 1971年4月、日本JCの公認団体となり「日本青年会議所芸術部会」設立。
- 2006年11月、日本JCの規則変更に伴い「日本青年会議所芸術協会」に名称変更。
- 2008年10月、日本JCの公益社団法人格取得に向けた規則変更に伴い「JCI日本芸術協会」に名称変更 [1]。

## 芸術文化振興事業

### 都市と地域活性化のためのアートマネジメント
2004年から毎年、「都市と地域活性化のためのアートマネジメント」と題する「まちおこしを考える」イベントを開催している。 
- 豊臣秀吉「黄金の茶室」の再現・展示・茶会、2006年7月22-23日、パシフィコ横浜 [2] [3] [4] [5] [6] [7] [8]
茶室制作：映画会社・松竹、スタッフ：制作 阿部勉・池田幸雄、美術デザイン 横山豊、美術装置 矢部則之、照明 土山正人、美術装飾 川田直樹、小道具 高津装飾美術、プロデューサー・茶会席主：南久惠
- 千利休・国宝茶室「待庵」の再現・展示・茶会、2008年7月19-20日、パシフィコ横浜 [9] [10]
草庵茶室制作：映画会社・松竹、スタッフ：制作 齋藤朋彦・池田幸雄、美術デザイン 西村貴志、美術装置 矢部則之、プロデューサー・茶会席主：南久惠
- 「その昔、江戸ではマナーも粋でした」横濱開港150周年で江戸時代の公共マナーをビジュアルで紹介、2009年7月25-26日、パシフィコ横浜 [11] [12]
現代美術家 山口晃「江戸しぐさ」広告作品、「階段遊楽圖」静岡県立静岡がんセンター所蔵作品他の美術展示、美術展示制作：フジヤ、協力：ACジャパン、キュレーター：南久惠
- 「アートメセナの視点から」、2004年10月3日、茨城県立県民文化センターホール [13] [14]
アサヒビール芸術文化財団 加藤種男、対談聞き手：南久惠
- 「カーデザイナーの視点から」、2005年6月26日、東京国際フォーラム
日産自動車カーデザイナー中村史郎、対談聞き手：南久惠
- 「オロチ開発に至るまで」和製ファッション・スーパーカー開発秘話、2007年5月11日、MITSUOKA東京ショールーム
光岡自動車カーデザイナー青木孝憲、対談聞き手：南久惠
- 暦の文化「菊の節句」重陽節の茶事、2010年9月9日、華惠庵、席主：南久惠

### その他の事業
- 能楽の歴史・能面・能装束の解説と仕舞鑑賞、2004年1月23日、京都・新金剛能楽堂 [15] [12]
仕舞と話：金剛流26世宗家・金剛永謹
- 日本JCサマコン納涼茶会、2007年7月21日、パシフィコ横浜 [8]
プロデューサー・茶会席主：南久惠
- 「Art Cafe / 花－Flower」現代いけばなの展示・花による空間演出、2004年11月22-26日、福岡国際会議場 [12]
JCI世界会議に協賛出展、来賓：秋篠宮文仁親王・同妃紀子、プロデューサー・挿花：南久惠
- Life Styleセミナー「ワイン以外の日仏文化比較論」、2004年7月24日、ホテルニューグランド [8]
ソムリエ 田崎真也、対談聞き手：南久惠
- JCI日本芸術協会創立35周年記念式典、2004年4月10日、東京都庭園美術館（旧朝香宮邸）旧東京迎賓館 [15]
声楽家・カウンターテナー 米良美一
庭園内・Cafe Des Artistes、アコーディオニスト パトリック・ヌジェ、コーディネーター：南久惠